# District de Songshan
Pour les articles homonymes, voir Songshan (homonymie).
Le district de Songshan (松山区 ; pinyin : Sōngshān Qū) est une subdivision administrative de la région autonome de Mongolie-Intérieure en Chine. Il est placé sous la juridiction de la ville-préfecture de Chifeng.